# Alsophila incana
Alsophila incana là một loài thực vật có mạch trong họ Cyatheaceae. Loài này được (H. Karst.) D.S. Conant mô tả khoa học đầu tiên năm 1983.